# 達連省
達連省是巴拿馬的一個省，位於該國東部，面向太平洋巴拿馬灣。面積11,897平方公里，是該國面積最大的省份。2006年估計人口44,575人。首府达帕马爾。该省东面与哥伦比亚接壤，西邻太平洋与巴拿马省。下分2縣、25市，包括一個自治市。
该地区与哥伦比亚的边境以达连隘口而知名，该地带沼泽、丛林丛生，没有任何道路设施，是泛美公路唯一没有连接的部分。

## 名字
达连（Darién）这个名字来源于当地的土著库埃瓦人（Cueva）的语言，该印第安部落在十六世纪已为西班牙征服者所屠杀灭绝，之后达连地区由非洲黑奴及库那人所占据。阿特拉托河的支流塔内拉河（Tanela River）便是的西班牙化拼写。整个地区便是以这条河而得名叫达连。大陆省（西班牙語：Reino de Tierra Firme）的第一个城市Santa María la Antigua del Darién亦是由此河得名。由此，该地区的边界亦由烏拉巴灣所界定。

## 历史
1508年，西班牙王室决定殖民美洲大陆，选定的范围西起中美洲的格拉西亞斯-阿迪奧斯角（今尼加拉瓜及洪都拉斯边界一带），东至委内瑞拉的贝拉角（Cabo de la Vela）。于是西班牙在大陆上建立了新安達盧西亞省，该省位于乌拉巴湾的阿特拉托河及委内瑞拉与黄金卡斯蒂利亚（Castilla del Oro）（或贝拉瓜（Veragua））的贝拉角之间。黄金卡斯蒂利亚从阿特拉托河延伸至中美洲的格拉西亚斯-阿迪奥斯角。
新安达卢西亚的总督为阿隆索·德·奥赫达，黄金卡斯蒂利亚长官（mayor）为迪亚戈·德尼奎萨（Diego de Nicuesa），后来他担任了巴拿马地峡的第一任总督。1510年德尼奎萨发现了诺姆布雷德迪奥斯（Nombre de Dios，意為上帝之名）。
1510年9月，马丁·费尔南德斯·德·恩希索（Martín Fernández de Enciso）听从了早期到达该地的探险家瓦斯科·努涅斯·德·巴尔沃亚的建议，在乌拉巴湾西部建立了Santa María la Antigua del Darién城。
1513年9也1日，巴尔沃亚率领190名西班牙人和千余印第安人前往寻找南海（相对于北海，即加勒比海；南海即巴拿马湾）。1513年9月25日，他见到了南海，并于29日在圣米格尔湾宣称了该地的所有权。

苏格兰公司旗

17世纪晚期，该地成为了苏格兰在巴拿马地峡（特别是达连地区）殖民计划的中心。此计划被称作达连计划。该计划由威廉·佩特森发起，由以非洲及印度群岛贸易为主要业务的苏格兰公司执行。该计划是十六世纪欧洲列强与西班牙由1494年《托德西利亚斯条约》激起的斗争的一部分。
1698年7月14日，佩特森从苏格兰利斯出发，出发的探险队约1200人，乘坐五艘船（分别是，及号）。

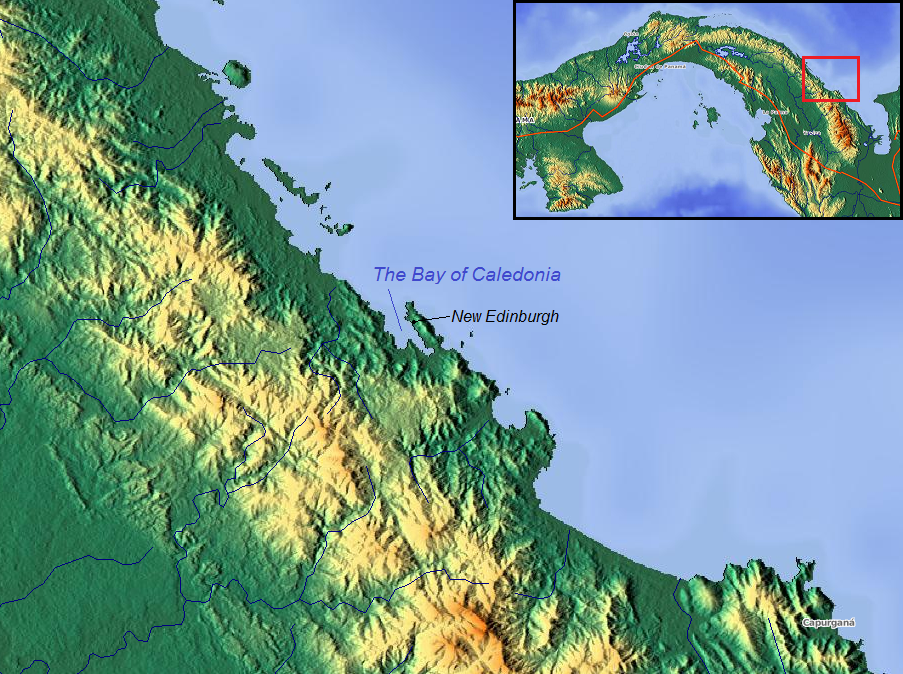
达连殖民地

探险队于1698年10月30日登陆黄金群岛附近、达连北部的沙湾安那楚库那（Anachucuna）。他们与当地印第安人领袖达成了“同盟及友谊的条约”，并在阿可拉，当地语言“人骨”之意，是一个被废弃的西班牙殖民点）建立了一个名为“新喀里多尼亚”的殖民地。

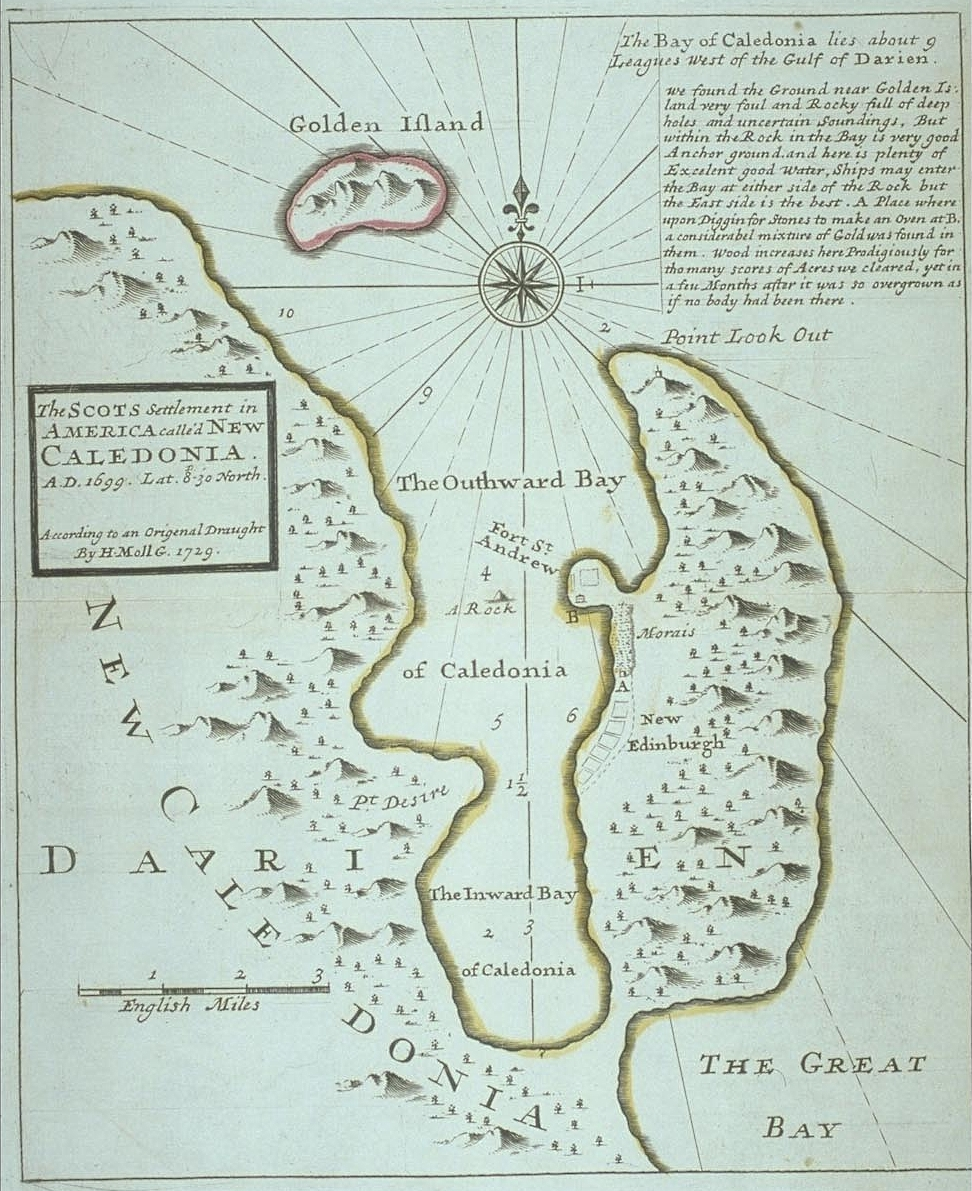
达连的新喀里多尼亚

佩特森及其探险队顶住了尝试对他们进行攻击的西班牙军队。但是，不洁的环境、炎热的气候等引起的疾病破坏了他们的远征。1699年6月，尽管佩特森反对，但苏格兰人还是被迫撤离了新喀里多尼亚，撤退到了牙买加。
第二次探险队于1699年9月24日从苏格兰的克萊德河港出发，一共四艘船（包括，, 及号)。佩特森的队伍一共1300人。1699年11月30日，他们平安到达喀里多尼亚港，但遭到西班牙人的极力抵抗，他们遭到包围、缺员及缺少物资等困难。1700年3月28日，他们要求向西班牙军官谈定投降条件。